# Abdelkader Ghezzal
Abdelkader Ghezzal (Décines-Charpieu, Francia, 5 de diciembre de 1984) es un Exfutbolista argelino nacido en Francia. Jugaba de delantero y su último equipo es el Parma Calcio 1913 de la Serie B

## Selección nacional
Ha sido internacional con la Selección de fútbol de Argelia, ha jugado 17 partidos internacionales y ha anotado 3 goles.

### Participaciones en Copas del Mundo
| Mundial                        | Sede      | Resultado    |
| ------------------------------ | --------- | ------------ |
| Copa Mundial de Fútbol de 2010 | Sudáfrica | Primera fase |

### Participaciones Internacionales
| Torneo                            | Sede   | Resultado |
| --------------------------------- | ------ | --------- |
| Copa Africana de Naciones de 2010 | Angola | Semifinal |

## Clubes
| Club               | País    | Año           |
| ------------------ | ------- | ------------- |
| AS Saint-Priest    | Francia | 2004 - 2005   |
| FC Crotone         | Italia  | 2005 - 2006   |
| A.S. Biellese 1902 | Italia  | 2006          |
| AC Pro Sesto       | Italia  | 2006 - 2007   |
| FC Crotone         | Italia  | 2007-2008     |
| Génova FC          | Italia  | 2008          |
| AC Siena           | Italia  | 2008 - 2010   |
| AS Bari            | Italia  | 2010 - 2011   |
| Cesena             | Italia  | 2011-2012     |
| Levante UD         | España  | 2012-2012     |
| AS Bari            | Italia  | 2012-2014     |
| Parma Calcio 1913  | Italia  | 2014-presente |